# Feria (starověký Řím)

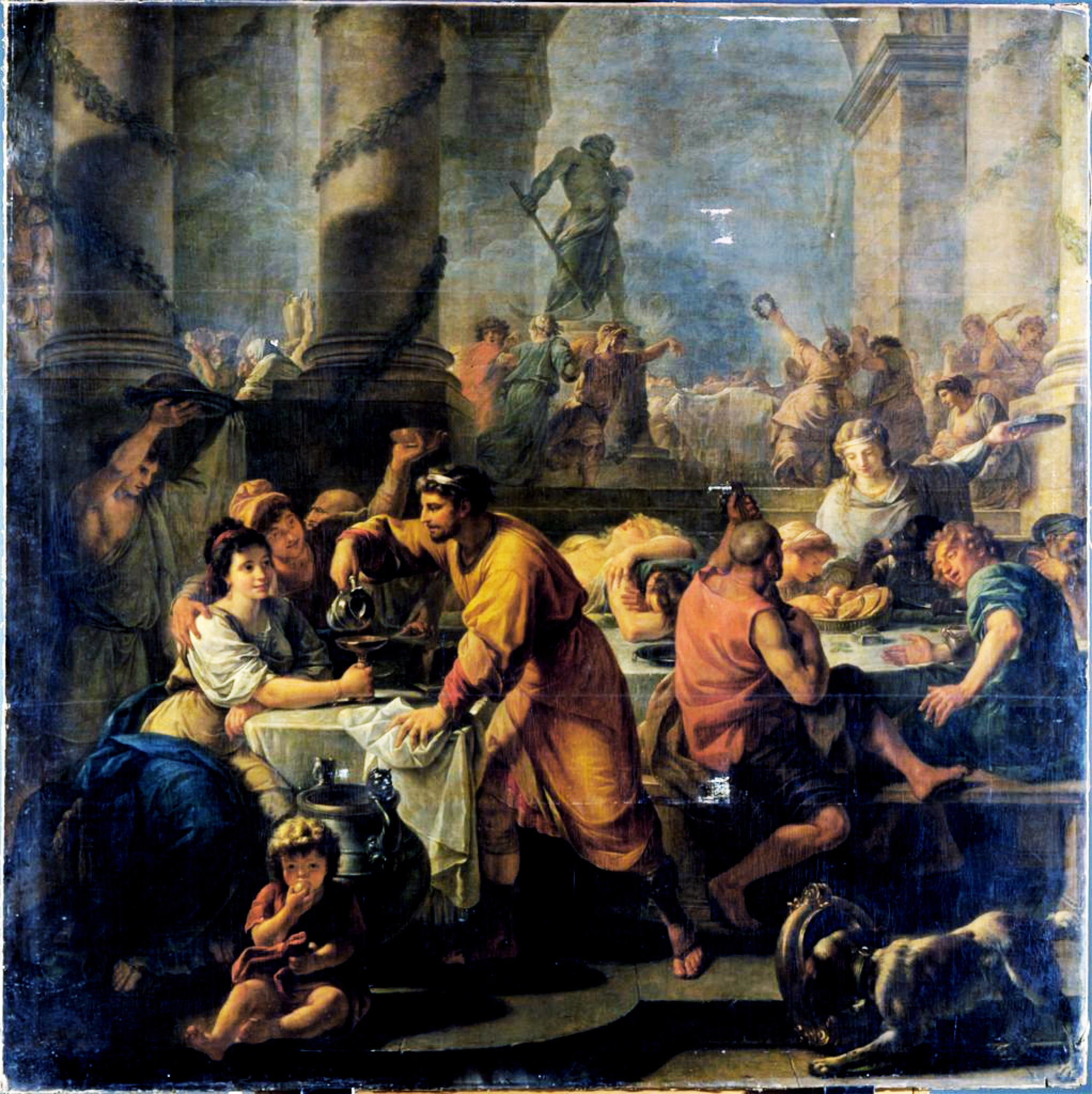
Saturnalia na obraze malíře Antoine-François Calleta

Feriae, singulár feria, byly ve starověkém Římě svátky a to jak veřejné tak soukromé, konané pravidelně i nepravidelně. Neslavení či špatné slavení svátků mohlo podle Římanů vést ke ztrátě přízně bohů. V římskokatolické liturgii slovo feria později začalo označovat všední den.
Veřejné svátky (feriae publicae) byly vedeny státními kněžími za účasti úředníků a zahrnovali obětování, modlitby, rituály a hostinu před chrámem. Během těchto slavností bylo zakázáno pracovat, včetně právní a politické činnosti. Mohly však být vykonávány činnosti, které nesnesli odkladu. Soukromé svátky (feriae privatae) zahrnovali například narozeniny hlavy rodiny a známy byly také rodové svátky (feriae gentes).
Podle určení data konání se veřejné svátky dělili na stativae, conceptivae a imperative. Stativae měly pevně stanovené datum, zatímco datum feriae conceptivae bylo každoročně určováno kněžími či úředníky, jednalo se především o svátky svázané se zemědělským cyklem. Feriae imperative byly vyhlašovány konzuly, prétory či diktátorem například v případě nouze či na oslavu vítězství.
Ludi „hry“ měli sice také svůj náboženský rozměr, ale vznikly až později a nebyly oficiálně počítány mezi feriae.
K nejdůležitějším feriae stativae patří následující:
- Agonalia – 9. ledna, slavena též v březnu, květnu a prosinci
- Carmentalia - 11. ledna, zasvěceny Carmentě
- Parentalia – 13. až 21. února, zasvěcena předkům
- Lupercalia – 15. února
- Quirinalia – 17. února, zasvěceny Quirinovi
- Feralia – 21. února, konec Parentalií
- Caristia – 22. února
- Terminalia (svátek) – 23. února, zasvěceny Terminovi
- Regifugium – 24. února, svátek vzniku republiky
- Equirria – 27. února a 14. března, zasvěceny Martovi
- Liberalia – 17. březen, zasvěceny Liberovi a Libeře, též další z dat Agonalií
- Quinquatrus – 19. až 23. března, zasvěcen Martovi a Minervě
- Megalesia – 4. až 10. dubna, zasvěceny Kybelé
- Cerealia – 12. až 19. dubna, zasvěceny Cereře
- Fordicia – 15. dubna, zasvěceny Telluře
- Parilia – 21. dubna, zasvěceny božstvu Pales
- Floralia – 27. dubna, zasvěceny Floře
- Lemuria – 9., 11. a 13. května, svátek usmíření duchů zemřelých
- Agonalia – 21. května
- Vestalia – 9. června, zasvěceny Vestě
- Matralia – 11. června, zasvěceny Mater Matutě
- Neptunalia – 23. července, zasvěceny Neptunovi
- Volcanalia – 23. srpna, zasvěceny Vulkánovi
- Armilustrium – 19. října, svátek očisty zbraní
- Agonalia- 11. prosince
- Saturnalia – 17. prosince, později trvali až do 23. prosince, zasvěceny Saturnovi
- Larentalia – 23. prosince, zasvěceny bohyni Acca Larentia
- Dies Natalis Solis Invicti – 25. prosinec, od 3. století svátek Sola Invicta

Mezi feriae conceptivae patřili následující svátky:
- Compitalia - mezi 17. prosincem a 5. lednem, obvykle kolem 3.-5. ledna, konec zemědělského roku
- Sementivae, Paganalia – přibližně 24.-26. ledna, zemědělské svátky Cerery a Tellury
- Fornacalia – začínaly kolem 5. února a končili 17. února
- Ambrurbium – zřejmě únorový svátek rituální očisty Říma
- Feriae Latinae – konec dubna, zasvěceny Jupiterovi Latiarovi, ochránci Latinského spolku
- Ambarvalia – kolem 29. května, zemědělský svátek